# Abdul Kader Keïta
Abdul Kader Keïta (Abidjan, 6 augustus 1981) is een voormalig Ivoriaans betaald voetballer die bij voorkeur in de aanval speelde. Hij tekende in juli 2010 een contract bij Al-Sadd, dat €8.500.000,- voor hem betaalde aan Galatasaray. Hij speelde eerder voor Étoile Sahel, Lille OSC en Olympique Lyon. Keïta debuteerde in juni 2000 voor het Ivoriaans voetbalelftal, waarvoor hij daarna meer dan vijftig interlands speelde.

## De stap naar Europa
Keïta begon met voetbal in een jeugdelftal van Africa Sports, een Ivoriaanse voetbalclub. Al snel begon Keïta van ploeg naar ploeg te springen. Zo ging hij onder andere naar Tunesië, Verenigde Arabische Emiraten en Qatar. In Qatar bij eersteklasser Al-Sadd overtuigde hij OSC Lille om hem voor € 3.000.000,- naar Frankrijk te halen..

## Olympique Lyon
Keïta maakte daarop een transfer van Lille naar Olympique Lyon voor € 18.000.000,-. Hij speelde er in twee seizoenen 52 wedstrijden, bijna alles. In die 52 wedstrijden scoorde hij vijf keer.

## Galatasaray
Begin seizoen 2009/2010 nam Galatasaray SK de Ivoriaan voor € 8.500.000,- over van Lyon. Het was coach Frank Rijkaards derde transfer van het seizoen. Bij Galatasaray droeg Keita rugnummer 11. Na één jaar keerde hij voor €8.500.000,- terug naar zijn vorige club Al-Sadd.